# Parasteatoda mundula
Parasteatoda mundula är en spindelart som först beskrevs av Ludwig Carl Christian Koch 1872.  Parasteatoda mundula ingår i släktet Parasteatoda och familjen klotspindlar. Utöver nominatformen finns också underarten P. m. papuana.